# (7933) Magritte
(7933) Magritte – planetoida z pasa głównego asteroid okrążająca Słońce w ciągu 3 lat i 202 dni w średniej odległości 2,33 j.a. Została odkryta 3 kwietnia 1989 roku. Przed nadaniem nazwy planetoida nosiła oznaczenie tymczasowe (7933) 1989 GP4.